# اتحادیه آزادی‌های مدنی آمریکا
اتحادیه آزادی‌های مدنی آمریکا (به انگلیسی: American Civil Liberties Union (ACLU)) شامل دو سازمان غیرانتفاعی می‌باشد یکی از آن‌ها که بنیاد ACLU نام دارد سازمانی است که بر روی امور قضایی و ارتباطات این اتحادیه تمرکز دارد و سازمان دیگر بر روی موضوع لابی‌گری در قوه مقننه تمرکز دارد. این اتحادیه مأموریت خود را دفاع و حفاظت از حقوق فردی و آزادی‌های تضمین شده در قانون اساسی آمریکا اعلام کرده‌است. این اتحادیه در موضوعاتی چون دادخواهی‌های قضایی، قانون گذاری و انجمن‌های آموزشی فعالیت می‌کند. این اتحادیه در سال ۱۹۲۰ توسط کریستال ایستمن، راجر بالدوین و والتر نیلز تأسیس شد. ACLU جایگزین سازمانی به نام «اداره آزادی‌های شهروندی ملی» شده‌است که در طول جنگ جهانی اول تشکیل شد. ACLU شمار اعضای خود در سال ۲۰۰۵ را ۵۰۰٬۰۰۰ نفر اعلام کرده‌است.
علاوه بر دادخواهی‌های قضایی این اتحادیه از طریق لابی گری و نفوذ بر افراد حکومتی منتخب و فعالین سیاسی سیاست‌های اتحادیه را به پیش می‌برد.

## تأمین مالی
منابع مالی این اتحادیه از طریق کمک اعضای اتحادیه تأمین می‌شود به‌طور مثال در سال ۲۰۰۴ این اتحادیه درآمد خود را ۸۵٬۵۵۹٬۸۸۷ دلار آمریکا اعلام کرده‌است که ۸۷٪ آن از کمک‌های اعضا تأمین شده‌است وسایر در آمدهای اتحادیه نیز حاصل از پاداش پیروزی در پرونده‌های قضایی، حق تألیف، فروش کتاب‌ها و نشریات و سود حاصل از سرمایه‌گذاری به دست آمده‌است.

## مواضع
برخی از مواضع اتحادیه به شرح زیر است:
- آزادی مذهبی :این اتحادیه از حقوق فردی هر آمریکایی برای انجام همه انواع آداب و رسوم مذهبی و اظهار و تبلیغ هر نوع عقیده مذهبی دفاع می‌کند البته به استثنا مواردی که از امکانات عمومی و حمایتهای دولتی در حمایت از این عقاید استفاده شود.[۷]
- حمایت از لغو قوانین جزایی علیه هروئین، کوکائین وماری جوآنا[۸]
- جدایی دین از سیاست :این اتحادیه مخالف حمایت دولت از نشانه‌های مذهبی با استفاده از اموال عمومی می‌باشد. این سازمان همچنین مخالف اجرای مراسم عبادی مذهبی در مدارس عمومی یا مدارس ساخته شده با استفاده از اموال عمومی می‌باشد.[۹]
- حمایت از آزادی بیان و خبر
- حمایت از لغو مجازات اعدام[۱۰]
- حمایت از حقوق تولید مثل همچون پیشگیری از بارداری و سقط جنین
- حمایت از حقوق کامل شهروندی برای گروه‌های ال‌جی‌بی‌تی (همجنس‌گرایان، دوجنس‌گرایان و تراجنسیها) از طریق حقوق برابر و رفتار مشابه دولت با این گروه‌ها همچون گروه‌های دگرجنس‌گرا